# 大和证券
大和证券（英語：Daiwa Securities Group Inc.）是日本第二大证券公司和投资银行，也是日本五大证券公司之一（其他四家是野村证券，SMBC日兴证券，瑞穗证券，三菱日联证券）。和野村證券並列為五大證券公司內的兩家獨立系證券公司。

## 历史
前身是1943年由藤本证券和日本信托银行合并而成的投资银行，1961年10月在东京证券交易所挂牌上市，1999年4月26日重新整合业务后成立新公司，母公司是大和证券集团本社。
2004年曾与上海证券成立海际大和证券以合资公司形式进入中国市场，2014年退出。2019年重返中国市场，与北京国有资本经营管理中心和熙诚资本成立合资公司。